# Ciornîi Potik, Nadvirna
Ciornîi Potik (în ucraineană Чорний Потік) este o comună în raionul Nadvirna, regiunea Ivano-Frankivsk, Ucraina, formată numai din satul de reședință.

## Demografie
Componența lingvistică a comunei Ciornîi Potik
     Ucraineană (99,93%)
     Alte limbi (0,07%)
Conform recensământului din 2001, majoritatea populației comunei Ciornîi Potik era vorbitoare de ucraineană (99,93%), existând în minoritate și vorbitori de alte limbi.